# Adolf Otto Koeppen
Adolf Otto Koeppen (* 7. November 1902 in Magdeburg; † 25. Juni 1972 in Braunschweig) war ein deutscher Maler, Grafiker und Karikaturist.

## Leben und Werk

### Ausbildung
Adolf Koeppen, Sohn eines Kaufmanns, war ein Schüler des Braunschweiger Jagd- und Tiermalers Georg Wolters (1860–1933). Daneben absolvierte er eine Lehre zum Zimmermann und besuchte von 1920 bis 1923 die Staatliche Baugewerbeschule Magdeburg.

### Tätigkeit in Braunschweig
Anschließend zog er nach Braunschweig, wo er als Graphiker und Kunstmaler tätig war. Er arbeitete seit 1925 als Karikaturist für Zeitungen. In der konservativen Braunschweigischen Landeszeitung erschienen bis 1933 seine kommunalpolitischen, bis 1930 häufig polemisch gegen die SPD-geführte Landesregierung gerichteten Karikaturen „Lauwe lach up“, von denen 1929/31 unter diesem Titel eine Auswahl in drei Bänden erschien. Nach 1933 verfasste er auch antisemitische Karikaturen. In den 1930er Jahren schuf er Buchillustrationen zu Till Eulenspiegel sowie Wandmalereien im Mummehaus (1944 zerstört), im Eulenspiegel-Bäckerhaus (1931, 1944 zerstört), im Restaurant „Haus zu den 7 Türmen“, in Arztpraxen, Kliniken, Behördenbauten und Luftwaffen- und Heeres-Kasinos. Er entwarf das Glasgemälde im Braunschweiger Arbeitsamt. Nach dem Zweiten Weltkrieg erschienen wöchentlich von 1953 bis 1972 in der Braunschweiger Zeitung seine populären Karikaturen „Herr Lauwe geht durch die Stadt“. In Salzgitter wurde er durch die Karikaturenserie „Fritze Soltig“, in Wolfenbüttel durch die Karikaturen „Filippo“ und in Gifhorn durch die Serie „Schaper Krischan“ bekannt. Koeppen war auch als Illustrator heimatkundlicher Veröffentlichungen tätig.

### Nachleben
Vom 7. bis 30. November 1972 fand in Braunschweig eine Gedächtnis-Ausstellung im Foyer der „Brücke“ statt.